# Rhyacophila spinata
Rhyacophila spinata là một loài Trichoptera trong họ Rhyacophilidae. Chúng phân bố ở miền Tân bắc.